# Intro (album 2008)
Intro, makedonska Интро, är debutalbumet för den makedonska gruppen Bravo Band, som släpptes i oktober 2008. Albumet innehåller nio låtar med väldigt olika stil.
Musikalbumet fick enligt gruppen själv namnet Intro av två särskilda skäl: Det första att ordet intro anspelar på introduktion. Det andra att själva albumet är tänkt som en introduktion till något helt nytt.

## Låtlista
1. "Sam Megju Dzidovi"
Musik: B. Gjoševski
Arrangemang: B. Gjoševski
Text: S. Gjoševska
2. "Hronichno Lud"
Musik: B. Gjoševski
 Arrangemang: B. Gjoševski
Text: S. Gjoševska
3. "Bidi Iskrena"
Musik: J. Vasilevski, M. Dimikj, G. Simonoski 
 Arrangemang: B. Gjoševski
Text: V. Malinova
4. "Po Godina Dve"
Musik: L. Cvetkovski
 Arrangemang: L. Cvetkovski
Text: M. Milanov
5. "Lesno Ti E Tebe"
Musik: J. Jovanov
 Arrangemang: J. Jovanov
Text: E. Mekic
6. "Ti Si Vo Mene"
Musik: J. Vasilevski
 Arrangemang: G. Simonoski
Text: J. Vasilevski
7. "Ne Bih Te Menjao"
Musik: J. Jovanov
 Arrangemang: J. Jovanov
Text: E. Mekic
8. "Neka Patam"
Musik: A. Tasevski
 Arrangemang:  J. Jovanov
Text: E. Mekic
9. "Bilo Kako Bilo"
Musik: L. Cvetkovski
 Arrangemang: L. Cvetkovski
Text: M. Milanov